# PGM-19 Jupiter
Il PGM-19 Jupiter era un missile bistadio a medio raggio (MRBM) con portata tra i 1 000 e i 5 500 km, armato con una potente testata termonucleare, prodotto dalla Chrysler, che aveva già sviluppato il precedente PGM-11 Redstone.

## Storia del progetto
La nascita del missile ebbe luogo, concettualmente, nel 1954, presso l'arsenale di Redstone, su richiesta della Ballistic Missile Agency dell'esercito statunitense. Alla realizzazione del missile si doveva porre la massima cura nell'aerodinamica, in quanto era previsto che il rientro nell'atmosfera sarebbe avvenuto ad alta velocità.
Il 14 febbraio 1955 il Technological Capabilities Panel, meglio conosciuto come Killian Committee, raccomandò di avviare al più presto lo sviluppo di nuovi tipi di missile che potessero raggiungere la distanza di 1 500 miglia (c.a 2400 km), da sviluppare parallelamente agli ICBM (Inter-Continental Ballistic Missile). Questa tipologia di missili destò subito interesse, tanto che il l'Army Deputy Chief, Research & Development (A.D.C., R. & D), fu interrogato dall'O.C.O. sulla reale possibilità di sviluppare un missile della gittata di 1 000-1 500 mi. Vennero prese in considerazione diverse tipologie di operazioni. Secondo il comandante dell'A.D.C.R. & D. assalti aviotrasportati a grandi distanze potevano caratterizzare le future operazioni dell'esercito, ed in questo caso il trasporto in zona di operazione dei sistemi missilistici a corto raggio Redstone e Sergeant poteva rappresentare un serio problema di natura logistica. Pertanto poteva risultare efficace ed economico il lancio di missili a medio raggio da luoghi relativamente arretrati del fronte. Tale raccomandazione sortì alcuni effetti, il 15 marzo 1955 l'Assistent Chief on Staff, G-3 (Training), raccomandò l'immediato inizio del programma di sviluppo dei missili balistici classe 1 000—1 500 miglia. Inoltre il CON.AR.C. (Continental Army Command) iniziò a esaminare e ad aggiornare le proprie concezioni operative relative al 1954. La proposta per un missile a corto raggio (75 miglia) rimase la stessa, in quanto l'adozione del Sergeant rappresentava la miglior soluzione per soddisfare tale requisito. Nel settore del medio raggio fu suggerito lo sviluppo di un'arma con gittata da 250 miglia, al posto della precedente da 150 miglia. Il missile da 250 miglia eliminava, nel pensiero del CON. AR.C., lo sviluppo di quello da 500 miglia, ma l'esercito richiedeva la possibilità di effettuare attacchi con testate nucleari contro bersagli a lungo raggio. Entro il maggio 1955 il Redstone Arsenal completò uno studio di massima, che era stato commissionato dall'O. C. O. nel gennaio dello stesso anno. Tale studio riguardava tre tipi di missili, uno dei quali era un IRBM (Inter Mediate Ballistic Missile).
Nel settembre 1955 Wernher von Braun, durante un briefing sui missili a lungo raggio tenutosi presso il Segretario alla Difesa statunitense, affermò che l'estensione della gittata dei missili a 1 500 miglia (3 400 km) era il logico sviluppo del successore del missile PGM-11 Redstone. Di conseguenza, nel dicembre dello stesso anno, i Segretari di Stato alla Marina ed all'Esercito avviarono lo sviluppo congiunto di un missili MRBM lanciabile da navi e da basi terrestri. Il requisito per la conservazione e bordo ed il lancio, dettato dalla grandi dimensioni e dalla forma del missile, diedero vita ad un'arma dalla grande circonferenza. Ciò portò, nel novembre 1956, all'abbandono del programma da parte dell'US Navy, che preferì sviluppare in proprio il missile SLBM Lockheed UGM-27A Polaris lanciabile da sommergibili in immersione. Lo Jupiter mantenne tuttavia la sua forma, il che lo rese troppo grosso per il trasporto da parte degli aerei cargo Douglas C-124 Globemaster II dell'US Air Force.

## Tecnica
Il missile balistico superficie-superficie a medio raggio Jupiter era una versione maggiorata del precedente Chrysler SSM-A-14 Redstone, dotato di minore lunghezza, diametro maggiore, e pesante l'80% in più. Il sistema missilistico Jupiter era mobile, ed il missile veniva trainato nella postazione di lancio ed eretto con un cavo sollevatore. Uno speciale riparo ripiegabile a petalo copriva la parte inferiore del missile durante la preparazione prima del lancio e le operazioni di rifornimento del carburante. La sezione del serbatoio carburante era ottenuta saldando pannelli estrusi di lega di alluminio. Dalla sua base piatta si protendeva l'ugello della camera di scoppio che poteva ruotare su supporti a sospensione cardanica in qualsiasi direzione di 7°, in modo da far virare il missile in ogni direzione. La velocità in fase di rientro nell'atmosfera era molto alta, e per proteggere la testata bellica dall'attrito venne installata una speciale ogiva dotata di scudo termico.

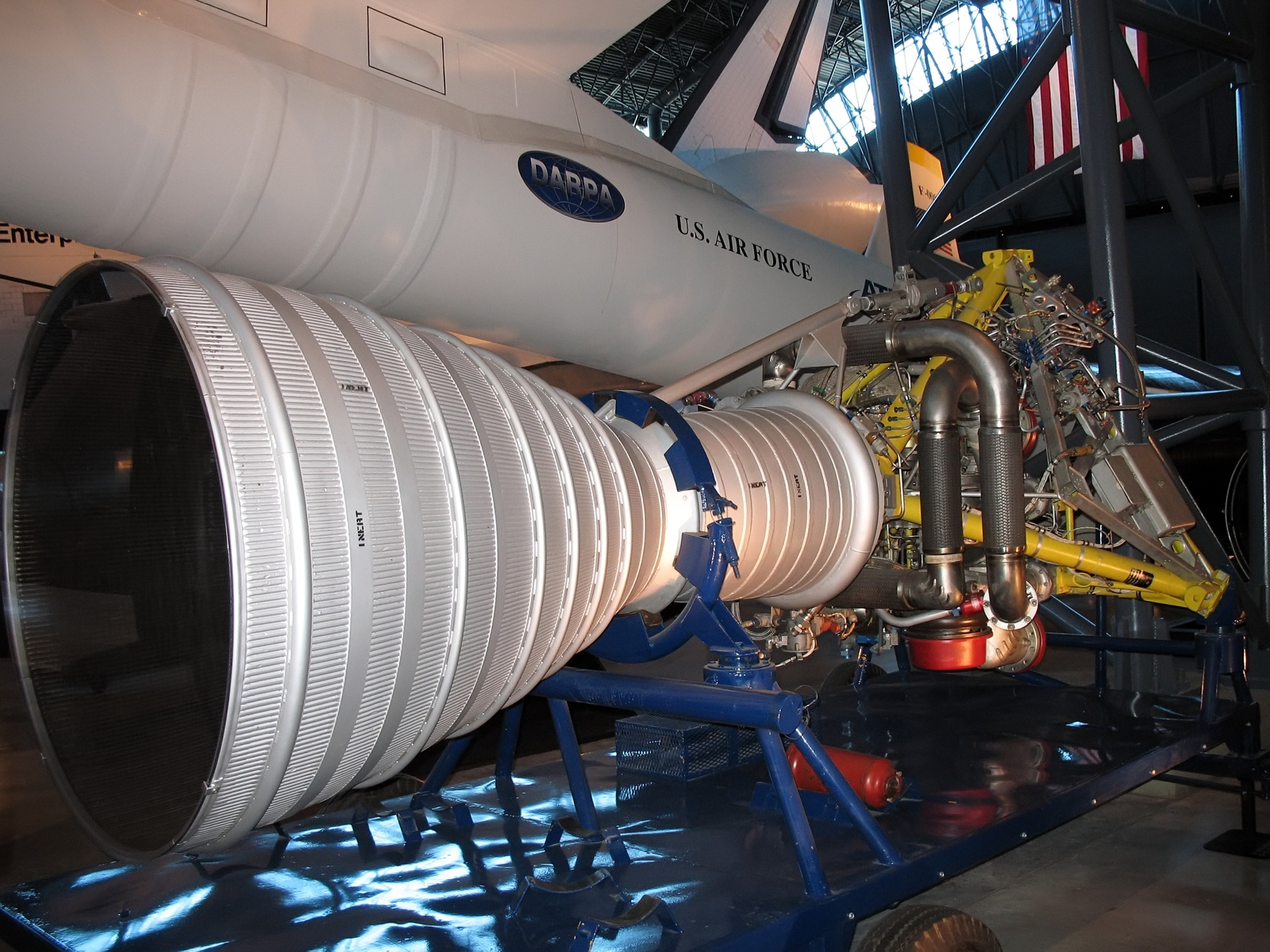
motore S3D del missile Jupiter.

L'apparato propulsore era rappresentato dal motore-razzo Rocketdyne LR70-NA (Model S3D) erogante 68 100 kg/s, utilizzante come combustibile ossigeno liquido e cherosene RP-1. Il propulsore garantiva una spinta di 68 040 kg (150.000 lbf, 667 kN) a livello del mare per 2'37”. La capacità di trasporto carburante, a pieno carico, era pari a 31 189 kg (68.760 lb) di ossigeno (Oxygen, LOX) e 13 796 kg (30.415 lb) di cherosene RP-1. Il consumo del propellente era pari a 284,7 kg/s (627,7 lb/s). Con il motore principale in funzione il missile era controllato sugli assi di beccheggio ed imbardata con spostamenti del motore, e in rollio dall'orientamento dei gas di scarico della turbopompa. Dopo 70" dal lancio avveniva lo spegnimento del motore principale, quando il missile aveva raggiunto una velocità di Mach 13,04.
Il motore vernier, erogante 227 kg/s e funzionante a propergolo liquido, si accendeva 2 s dopo lo spegnimento del motore principale, con conseguente distacco del corpo del missile ("power unit"), e controllava la velocità della sezione anteriore ("body unit") lungo la traiettoria finché non venivano soddisfatti i parametri del computer del sistema di guida e controllo. Il sistema di controllo dell'assetto spaziale era costituito da otto ugelli distribuiti intorno alla base della sezione anteriore e funzionanti ad azoto assicuravano l'assetto. Stabilizzato in volo, entravano in funzione i due razzi "spin", sempre posti alla base della sezione anteriore che conferivano una rotazione di 60 giri al minuto. A questo punto il cono anteriore ("nose cone") si separava dal resto della sezione anteriore ("aft unit"). Il cono anteriore iniziava il rientro nell'atmosfera ad una velocità di 17 131 km/h (10 645 mph, Mach 15.45). A questo punto il cono anteriore impattava il suolo, dopo aver percorso 2 844 km, ad una velocità di 0,49 Mach con un CEP (Circular Error Probable) di 1 500 m.
La carica bellica era costituita da un veicolo di rientro (Re-entry Vehicle) Goodyear Mk.2 (dotata di razzo di manovra da 225 kg/s) per la testata da 545 kg dotata di carica all'idrogeno Los Alamos/Sandia Mk.49 Mod.3 da 1,44 MT. Il CEP era pari a 1 500 m (4 925 ft).

## Impiego operativo
Il sistema, nato per essere usato dall'United States Army, era caratterizzato da un'eccellente mobilità, in maniera similare a quella di armi sovietiche equivalenti. Esso veniva trainato da un autocarro pesante, parte di un convoglio di almeno 20 veicoli, poi veniva eretto, mentre un riparo a petalo proteggeva la parte inferiore dell'arma durante le operazioni di trasporto e rifornimento.

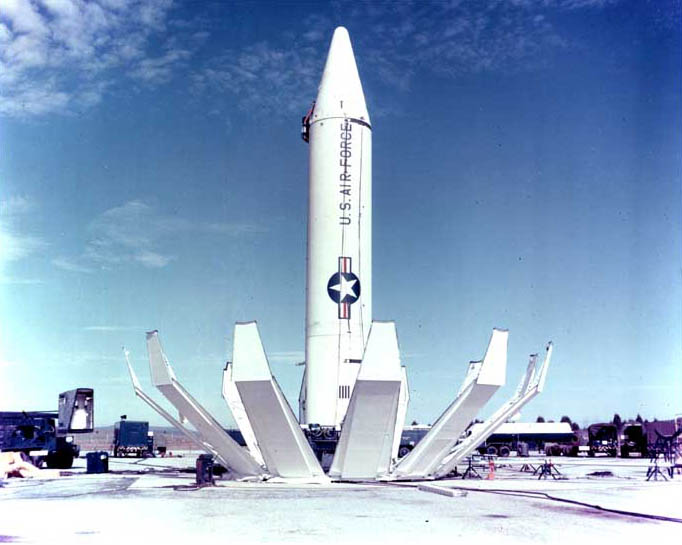
Sito di lancio di un PGM-19 Jupiter con testata nucleare con i "petali" aperti.

Il 28 novembre 1956 il segretario alla difesa americano Charles E. Wilson emise la direttiva "Roles and Missions" con cui stabiliva che la giurisdizione dell'US Army fosse limitata ai missili con gittata utile fino a 200 miglia (322 km). Il sistema SM-78 Jupiter venne quindi ceduto all'USAF, che stava sviluppando il proprio missile MRBM Douglas PGM-17 Thor.
A questo punto la mobilità del sistema Jupiter non ebbe più molta importanza, ed i missili furono schierati in silos fissi. Il 16 dicembre 1956 il Consiglio Atlantico accettò la proposta americana di schierare missili IRBM sul territorio europeo. La nuova filosofia operativa fu elaborata nel 1958, con la creazione della componente offensiva (il gladio), con cui integrare quella difensiva (lo scudo). Il primo missile PGM-19 Jupiter venne lanciato con successo il 1º marzo 1957, mentre la massima gittata operativa venne raggiunta con un lancio nel maggio dello stesso anno. Il 27 novembre 1957 il segretario alla difesa Neil McElroy, annunziò il contemporaneo sviluppo dei sistemi missilistici Thor e Jupiter. Nel gennaio 1958 il missile superficie-superficie PGM-19A Jupiter fu dichiarato operativo dall'US Army Ballistic Missile Division di Huntsville (Alabama), entrando in servizio, il 15 dello stesso mese, presso l'864th Strategic Missile Squadron. A questo reparto seguirono l'865th Strategic Missile Squadron e l'866th Strategic Missile Squadron, attivati presso il Redstone Arsenal rispettivamente il 1º giugno ed il 1º settembre dello stesso anno. La missione principale dell'866th S.M.S. consistette nell'addestramento degli equipaggi italiani e turchi destinati ad operare con il missile in Europa. La produzione del missile avvenne, ad opera della Chrysler Corporation, presso l'Army's Michigan Missile Plant. L'arma venne prodotta in circa 100 esemplari, fu operativa dal 1960 al 1963, ed uscì definitivamente dal servizio nel 1965.
Nell'aprile 1958, il Dipartimento della Difesa degli Stati Uniti informò l'US Air Force del progetto di schierare, a titolo di prova, i primi tre squadroni divenuti operativi con l'MRBM Jupiter (45 missili) in Francia. Le trattative fra la Francia e gli Stati Uniti per arrivare all'effettivo schieramento dei missili fallirono nel giugno 1958. Il nuovo presidente francese, Charles De Gaulle, rifiutò di accettare l'installazione di qualsiasi missile MRBM Jupiter in Francia. Gli Stati Uniti esplorarono allora la possibilità di schierare i missili in Italia e Turchia. Nel frattempo l'U.S. Force già stava effettuando il programma relativo all'installazione di quattro Squadron (60 missili) di MRBM Douglas PGM-17 Thor in Gran-Bretagna, nella zona intorno a Nottingham.
Il 26 marzo 1959 uno specifico accordo bilaterale tra USA, Italia e Turchia sancì la partecipazione dell'Aeronautica Militare Italiana e della Turk Hava Kuvvleteri alla gestione di Wing (Stormi) di missili IRBM.
La minaccia portata all'Unione Sovietica dallo schieramento in Europa del missili PGM-19A Jupiter e PGM-17 Thor, arrivò a provocare la crisi dei missili di Cuba del 1962. In risposta a tale schieramento il leader sovietico Chruščёv diede il via all'Operazione Anadyr, che portò al posizionamento dei missili SS-3 e SS-4 sull'Isola di Cuba. La crisi che ne seguì portò ad un accordo tra gli Stati Uniti e l'Unione Sovietica che stabiliva l'immediato ritiro dei missili sovietici da Cuba, cui sarebbe seguito lo smantellamento delle postazioni americane in Turchia, Italia e Gran Bretagna. I missili Jupiter vennero così ritirati dal servizio nel 1963, quando il deterrente a medio raggio passò ai missili balistici Polaris sublanciati.
Dal missile Jupiter derivò il razzo vettore Juno II, utilizzato dal 1958 al 1961 per il lancio di satelliti artificiali.

### Italia

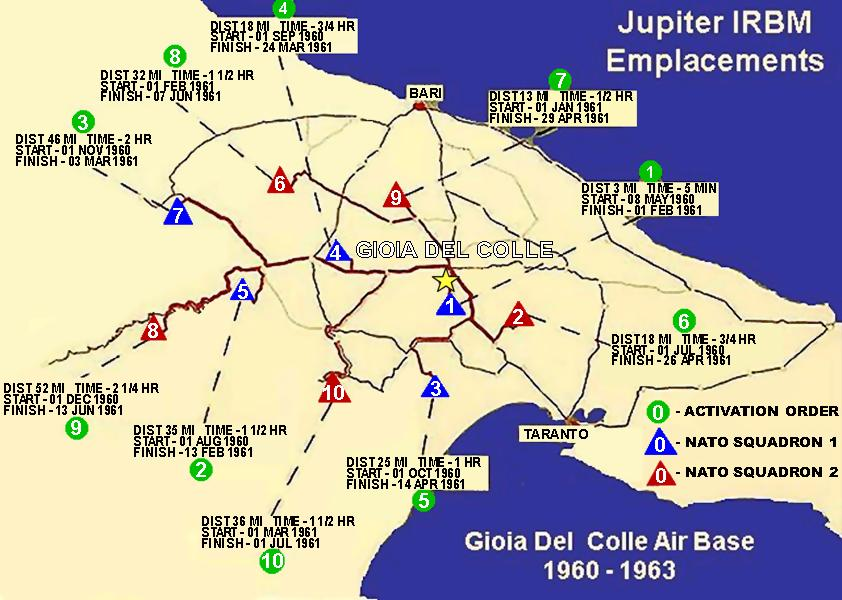
Dispiegamento dei missili IRBM Jupiter in Italia tra il 1961 ed il 1963, Gioia del Colle.

Il 10 agosto 1959 lo Strategic Air Command diede il via all'Operazione Deep Rock, cioè al rischieramento di missili balistici IRBM PGM-19A Jupiter in Italia.
L'Aeronautica Militare italiana schierò 30 missili Chrysler PGM-17 Jupiter alle dipendenze dell'appositamente costituita 36ª Aerobrigata Interdizione Strategica, con comando a Gioia del Colle (oggi sede del 36º Stormo), che venne istituita il 1º gennaio 1960 (in realtà il 23 aprile 1960) ed entro sei mesi le previste dieci postazioni vennero tutte attivate.
La 36ª Aerobrigata si articolava su:
- 1º Reparto I.S. che comprendeva il

56º Gruppo Interdizione Strategica (Gioia del Colle)
57º Gruppo Interdizione Strategica (Mottola)
58º Gruppo Interdizione Strategica (Laterza)
59º Gruppo Interdizione Strategica (Altamura alta)
60º Gruppo Interdizione Strategica (Gravina di Puglia)
- 2º Reparto I.S., che comprendeva:

108º Gruppo Interdizione Strategica (Altamura bassa)
109º Gruppo Interdizione Strategica (Spinazzola)
110º Gruppo Interdizione Strategica (Irsina)
111º Gruppo Interdizione Strategica (Acquaviva delle Fonti)
112º Gruppo Interdizione Strategica (Matera)
Ognuno dei dieci Gruppi controllava tre postazioni di lancio, ciascuna con un missile di pronto impiego e due ricariche, per un totale complessivo di trenta missili. Ad essi si affiancavano il 7230th Support Squadron e il 7230th USAF Dispensary, dall'ottobre 1962 sostituito dal 305th Minition Maintenance Squadron, dell'USAF. Il comando dell'Aerobrigata venne assunto dal colonnello Edoardo Medaglia, a cui succedettero i generali di brigata aerea Giulio Cesare Graziani (dall'8 febbraio 1961) e Oreste Genta. Il vicecomandante era un colonnello dell'U.S. Air Force.
Lo stato giuridico dei missili era piuttosto complesso, in quanto le armi restavano di proprietà dello Strategic Air Command (secondo i programmi MPA/PDAP della NATO) ma erano gestiti dall'Aeronautica Militare, della quale portavano le insegne. La responsabilità del lancio dei missili era complessa, secondo la cosiddetta politica della doppia chiave. Infatti, il quadro di lancio era attivato congiuntamente da un ufficiale dell'USAF che stabiliva il bersaglio (ne erano programmati due, uno primario ed uno alternativo) e da un ufficiale dell'A.M.I. che effettuava il lancio vero e proprio. L'ordine di fuoco sarebbe arrivato dal comando del Supreme Headquarters Allied Powers Europe (SHAPE) di Wiesbaden (Germania) ed assoggettato in Italia a decrittazione e procedure di verifica dell'autenticità. In caso di distruzione del comando SHAPE l'ordine di lancio poteva venire dal Comando delle Forze Alleate del Sud Europa (AFSOUTH) di Napoli. Per tutti il periodo che i PGM-19A Jupiter rimasero operativi non venne stabilito, invece, da chi dovesse venire la conferma del comando di fuoco da parte italiana. Questo ruolo fu attribuito, di volta in volta, al Capo di Stato Maggiore dell'Aeronautica Militare gen. Silvio Napoli, al sottocapo facente funzioni gen. Mario Bucchi, al Capo di Stato Maggiore della Difesa gen. Claudio Rossi, al Ministro della difesa on. Giulio Andreotti, al presidente del consiglio on. Amintore Fanfani ed al presidente della repubblica Giovanni Gronchi. Il 5 gennaio 1963 gli Stati Uniti comunicarono la loro decisione di smantellare gli Jupiter italiani, approvata dal Consiglio dei Ministri, e l'Aerobrigata fu disattivata il 1º aprile 1963 e sciolta ufficialmente il 21 giugno dello stesso anno.

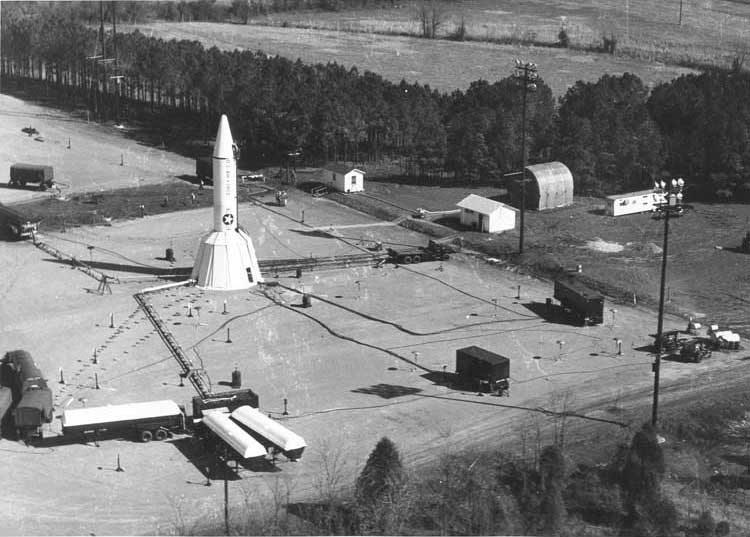
Postazione di lancio dei missili IRBM Jupiter

In quattro occasioni, tra metà dell'ottobre 1961 e l'agosto del 1962, missili Jupiter equipaggiati con testate nucleari della potenza di 1,4 megatoni di TNT (5,9 Milioni di miliardi di Joule di energia) vennero colpiti da fulmini nelle loro basi in Italia. In tutti i casi le batterie termiche vennero attivate, e solo in due occasioni il gas propulsivo al trizio-deuterio venne iniettato nell'alloggiamento della testata, causandone la parziale attivazione. Dopo che il 4° fulmine colpì un missile Jupiter, l'U.S. Air Force installò parafulmini in tutti i siti missilistici Jupiter in Italia ed in Turchia.

### Turchia
Il 28 ottobre 1959, durante l'amministrazione del presidente Dwight D. Eisenhower, il governo turco e quello degli Stati Uniti, al fine di potenziare il fianco del sud della NATO, firmarono un accordo per l'installazione di missili IRBM PGM-19 Jupiter a testata nucleare sulle basi militari della NATO posizionate in territorio turco, nel Sud Europa. Dopo il deposito dell'accordo tra i governi di USA e Turchia iniziò lo schieramento dello Squadron sul territorio turco. Quindici missili furono dispiegati in cinque siti vicino a Smirne in Turchia, rimanendovi tra il 1961 e il 1963. I missili rimasero sempre sotto controllo dal personale dell'Aeronautica Militare degli Stati Uniti. I primi tre missili furono consegnati alla Türk Hava Kuvvetleri (l'aeronautica militare turca), nell'ottobre 1962, proprio durante la crisi dei missili a Cuba. Tuttavia il personale della U.S. Air Force comandava ed armava le testate nucleari, sebbene la procedura di lancio prevista fosse uguale a quella per i missili installati in Italia. Le reali posizioni di schieramento dei missili MRBM Jupiter in Turchia sono coperte da un impenetrabile segreto di stato. Secondo alcune fonti, non confermate, sembra che uno dei cinque siti di lancio fosse posizionato sulle montagne vicino a Manisa e un altro sulle montagne vicino ad Akhisar. Il comando centrale venne installato presso la base aerea di Cigli, nelle vicinanze di Smirne.
Molto prima che fossero installati in Turchia missili in grado di raggiungere il territorio sovietico, questi ultimi erano già in gran parte obsoleti e sempre più vulnerabili ai possibili attacchi sovietici. Già nel 1961 il presidente John F. Kennedy aveva ordinato lo smantellamento di tutti gli IRBM Jupiter posizionati in Europa. L'U.S. Air Force, tuttavia, iniziò con molto ritardo le operazioni di ritiro, e ciò fece infuriare il presidente Kennedy quando venne a sapere che a più di un anno dall'emissione dell'ordine i missili non erano ancora stati rimossi. Questa decisione contribuì a disinnescare la crisi dei missili di Cuba del mese di ottobre 1962. In effetti, nel quadro degli accordi segreti tra i sovietici e gli americani, la rimozione dei missili Jupiter dall'Europa era una delle condizioni per rimuovere i missili balistici installati a Cuba da parte dell'Unione Sovietica.

### Voli civili

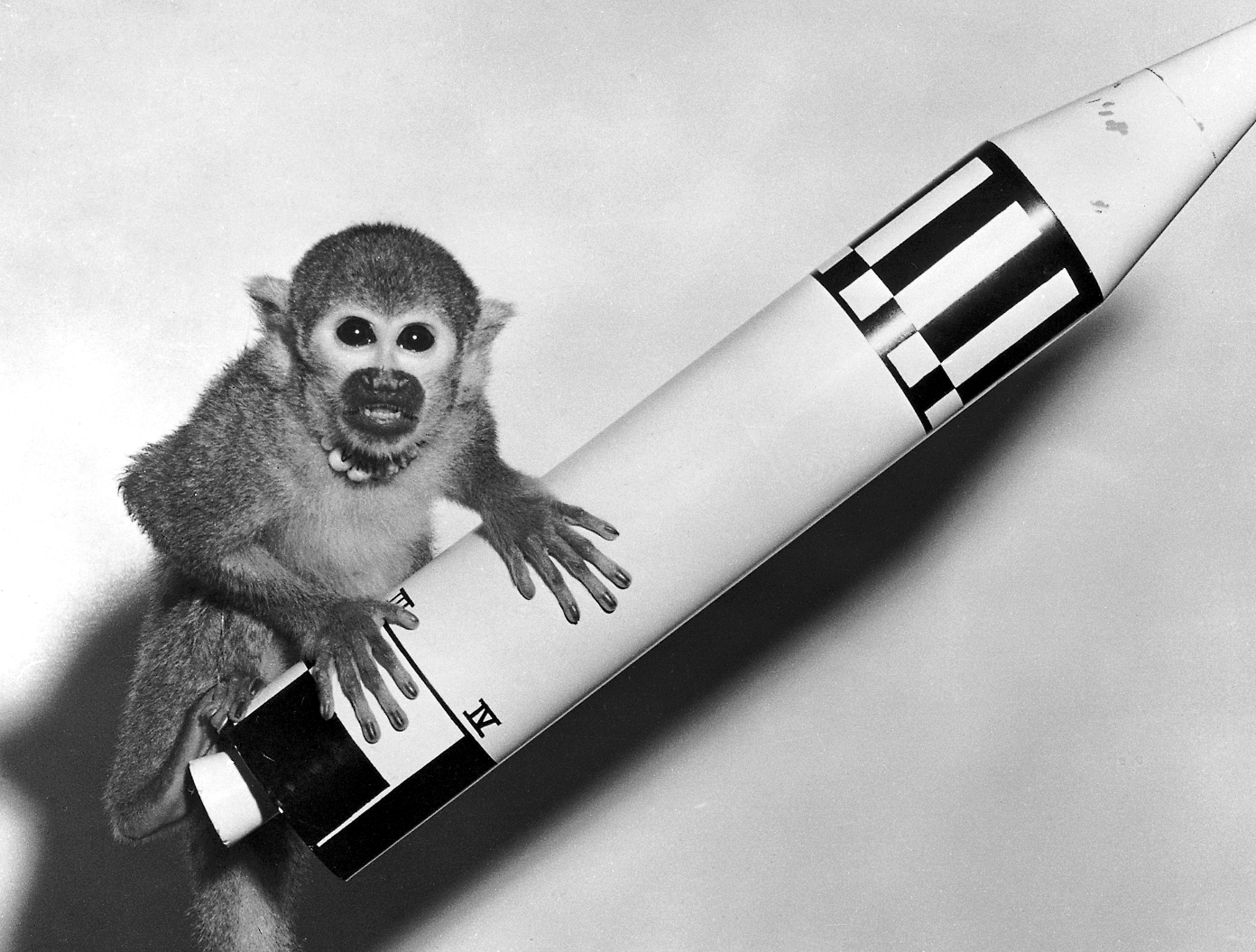
Miss Baker, esermplare femmina di Saimiri sciureus (scimmia scoiattolo) che effettuò un volo suborbitale nel maggio 1959

Alcuni missili Jupiter vennero lanciati durante voli di test suborbitali con a bordo animali: il primo di questi test avvenne il 13 dicembre 1958, quando lo Jupiter AM-13 venne lanciato da Cape Canaveral (Florida) con a bordo una scimmia scoiattolo sudamericana appositamente addestrata dall'US Navy di nome Gordo. Purtroppo il paracadute di rientro della capsula non funzionò, e la scimmia rimase uccisa. I dati telemetrici ricevuti dimostrarono che l'animale era sopravvissuto ai 10 g (100 m/s2) del lancio, ad otto minuti in microgravità ed ai 40 g (390 m/s2) della fase di rientro. La capsula si inabissò nelle profondità dall'Oceano Atlantico a circa 410 km (302 miglia) da Cape Canaveral, e non poté mai essere recuperata. Un altro lancio con animali a bordo avvenne il 28 maggio 1959, quando fu lanciato lo Jupiter AM-18 con, stavolta, due scimmie a bordo: un macaco rhesus americano chiamato Able, del peso di 3,2 kg, e l'altra, una scimmia scoiattolo del Sudamerica di nome Miss Baker del peso di 310 grammi. La capsula raggiunse un'altitudine di 96 km e volò per circa 2.400 km (1.500 miglia) decollando dall'Atlantic Missile Range, ancora a Cape Canaveral; durante il volo gli animali sopportarono un'accelerazione di 38 g oltre all'assenza di gravità per una durata di 9 minuti. La capsula raggiunse una velocità massima di circa 16.000 km/h (10.000 mph o 4,5 km/s) durante il volo, che durò complessivamente 16 minuti.
Dopo l'ammaraggio la capsula con a bordo i due animali fu raggiunta e recuperata dal rimorchiatore dell'USS Navy ATF-72 "Kiowa"; gli animali risultarono in buone condizioni, ma purtroppo Able morì quattro giorni dopo il volo per una reazione all'anestesia somministratagli durante un intervento per l'asportazione di un elettrodo che si era infettato. Miss Baker al contrario visse ancora per molti anni dopo il volo, e morì per insufficienza renale il 29 novembre 1984 presso l'United States Space and Rocket Center di Huntsville, in Alabama.

## Utilizzatori
Italia
- Aeronautica Militare

 Stati Uniti
- United States Air Force

 Turchia
- Türk Hava Kuvvetleri

## Esemplari attualmente esistenti

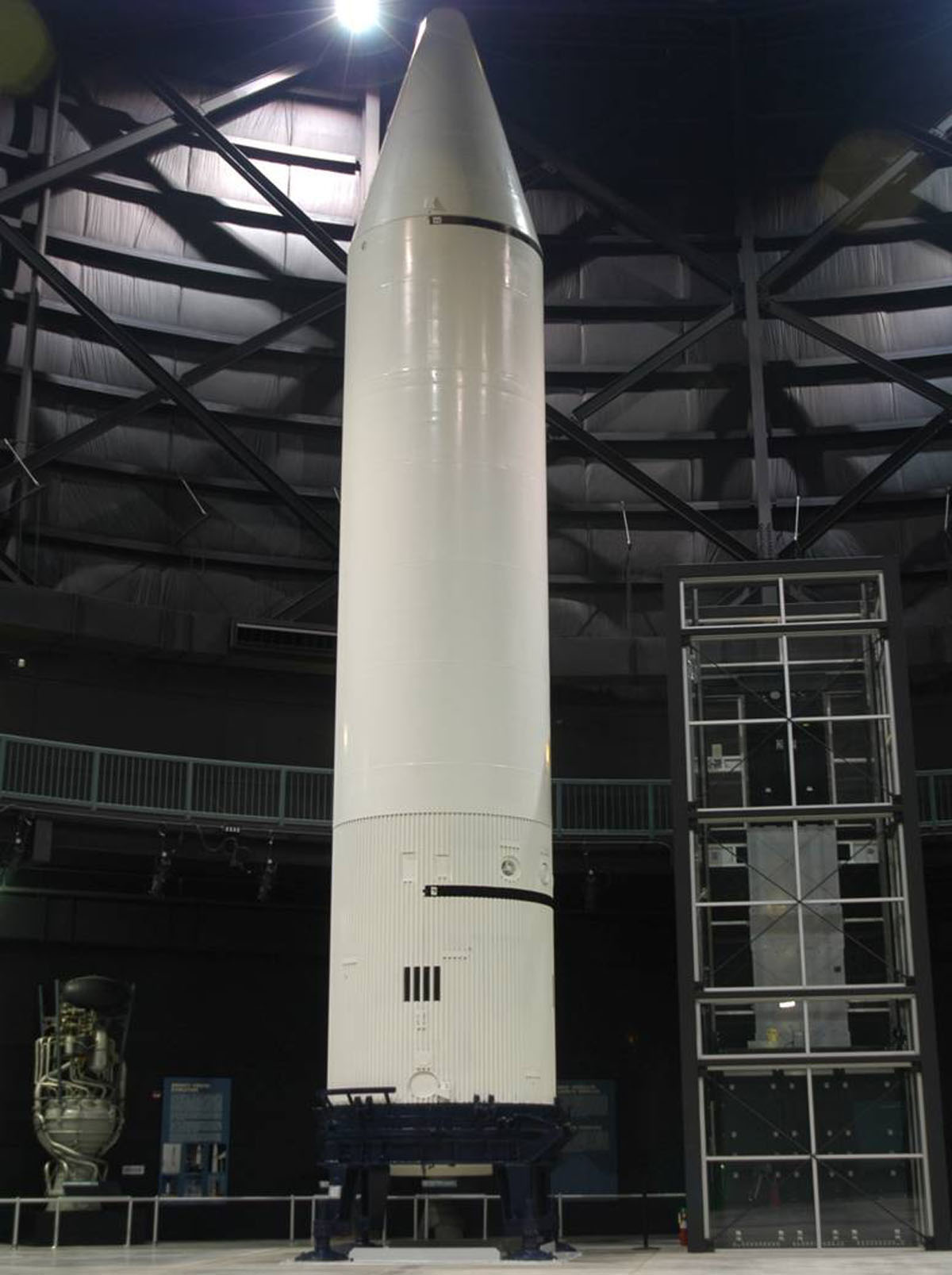
Jupiter in esposizione presso il National Museum of the United States Air Force (Ohio)

Il Marshall Space Flight Center di Huntsville, Alabama espone un missile Jupiter presso il suo Rocket Garden.
L'US Space & Rocket Center di Huntsville, Alabama espone due Jupiter, di cui uno in configurazione lanciatore Juno II, presso il suo Rocket Park.
Un SM-78/PMG-19 è in mostra presso la Space Air Force Museum & Missile di Cape Canaveral, in Florida. Il missile era stato esposto in Rocket Garden per molti anni fino al 2009, quando è stato portato via e sottoposto ad un completo restauro.
Uno Jupiter (in configurazione Juno II) viene esposto presso il Rocket Garden del Kennedy Space Center, in Florida. Rimasto danneggiato dall'uragano Frances nel 2004, è stato riparato e successivamente riesposto presso la mostra.
Un PGM-19 è in mostra presso il National Museum of the United States Air Force di Dayton, Ohio. Il missile era stato ottenuto dalla Chrysler Corporation nel 1963. Per decenni è rimasto esposto all'esterno del museo, prima di essere rimosso nel 1998. Il missile è stato restaurato dal personale del museo ed esibito nuovamente presso la Missile Silo Gallery nel 2007.
Un PGM-19 è in mostra presso il South Carolina State Fairgrounds di Columbia, Carolina del Sud. Il missile, designato Columbia, è stato prestato alla città nel 1960 dalla US Air Force. Fu posizionato presso il quartiere fieristico della città nel 1969, ad un costo di 10000 $
L'Air Power Park di Hampton, Virginia espone un SM-78.
Il Virginia Museum of Transportation, collocato nel centro di Roanoke, Virginia, espone un PGM-19 Jupiter.

### Giornali e riviste
- Aeronautica & Difesa n. 230 – Edizioni Monografie.
- Cosentino, Michele. Cuba 1962, Parte 1, Storia Militare N.232, Ermanno Albertelli Editore, Parma, gennaio 2003.
- Cosentino, Michele. Cuba 1962, Parte 2, Storia Militare N.233, Ermanno Albertelli Editore, Parma, gennaio 2003.
- Gianvanni, Paolo. Un ricordo della guerra fredda, JP4 Mensile di Aeronautica, N°1, gennaio 2000.